# Danny Goldman
Daniel Goldman (New York, 1939. október 30. – Los Angeles, 2020. április 12.) amerikai színész.

## Filmjei
- MASH (1970)
- Eper és vér (The Strawberry Statement) (1970)
- Beware! The Blob (1972)
- The World's Greatest Athlete (1973)
- A hosszú búcsú (The Long Goodbye) (1973)
- Columbo (1973, tv-sorozat, egy epizódban)
- Why (1973)
- Erkölcscsőszök (Busting) (1974)
- Win, Place or Steal (1974)
- Az ifjú Frankenstein (Young Frankenstein) (1974)
- Linda Lovelace for President (1975)
- Kojak (1976, tv-sorozat, egy epizódban)
- Tunnel Vision (1976)
- Missouri fejvadász (The Missouri Breaks) (1976)
- Beyond Death's Door (1979)
- Swap Meet (1979)
- Ahol a bölény dübörög (Where the Buffalo Roam) (1980)
- Wholly Moses! (1980)
- Mike Hammer: A végzetes pókerparti (Mickey Spillane's Mike Hammer) (1984, tv-film)
- Mi van, haver? (My Man Adam) (1985)
- Mighty Max (1994, tv-sorozat, két epizódban)
- Free (2001)
- Férjek gyöngye (The King of Queens) (2005, tv-sorozat, egy epizódban)
- Gyilkos elmék (Criminal Minds) (2011–2012, tv-sorozat, két epizódban)